# Джайнизм

Символ джайнизма, принятый соглашением в 1974 году.

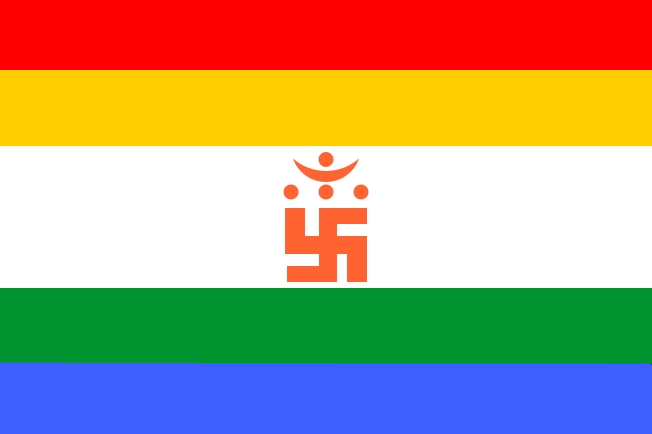
Флаг джайнизма

Джайни́зм (санскр. जैन, IAST: jaina от санскр. जिन, IAST: jina, «победитель») — древняя дхармическая религия, появившаяся в Индии приблизительно в IV—VI веках до н. э.; согласно самому учению, джайнизм существовал всегда. Основателем (или же, согласно другим версиям, известным рассказчиком более старых традиций) учения считается кшатрий Вардхамана (Бардхамана), более известный как Джина («победитель», пракрит) и Махавира («великий воин»).
Философия и практика джайнизма основаны, в первую очередь, на самосовершенствовании души для достижения всеведения, всесилия и вечного блаженства. Всякая душа, преодолевшая телесную оболочку, оставшуюся от прежних жизней, и достигшая нирваны, называется дживой. В древних текстах джайнизм часто приравнивается к джайн-дхарме и шраман-дхарме. В современном мире джайнизм представлен небольшой, но влиятельной религиозной общиной, насчитывающей 5—6 миллионов приверженцев в Индии, а также успешно растущими сообществами из иммигрантов в Северной Америке, Западной Европе, на Дальнем Востоке, в Австралии и других частях мира.
Джайнистские библиотеки — старейшие в Индии.

## Возникновение
Религиозная ветвь (секта, община) Джайна возникла одновременно с буддизмом. Основана современником Будды Шакьямуни Вардхаманой (Бардхаманой), младшим сыном в княжеской семье (каста кшатриев) правителя Вадджи из рода Naja (санскр. इञत, IAST: Iñata или санскр. इञति, IAST: Iñati) в нынешнем Бихаре, который в возрасте 31 года (568 год до н. э.) решил отказаться от мира, раздал своё имение и более 12 лет вёл жизнь бродячего аскета. После первых 13 месяцев отрешения от мира он скинул одежды и стал ходить нагим, а на 13-м году скитаний, сочтя себя достигшим высших ступеней познания, выступил основателем новой веры и положил начало общине Ниргрантха (санскр. निर्ग्रन्थास् IAST: Nirgranthās — «отбросившие всякие узы»).
Община отвергала «Веды», махапураны (18 пуран), тримурти (троичность), десять аватар (воплощений) Вишну, поклонение Лингаму, чудесной корове и другим животным, а также кровавые жертвы, именуемые Яджна́. Для джайнистов это были бесполезные нововведения браминов, которых они считали испортившими древнюю религию, и для отличия от которых они приняли название «джаинов» (джеинов, дженов). Джаином называли преодолевшего восемь смертных грехов, — того, кто:
- 1) не ел ночью,
- 2) не убивал одушевлённого существа;
- 3) не ел плодов дерева, дающего молоко, или молодых ростков бамбука,
- 4) не ел мёд и говядину,
- 5) не присваивал чужое имущество,
- 6) не насиловал женщину,
- 7) не ел цветы, масло, сыр,
- 8) не поклонялся богам другой религии[15].

Община джаинов состояла из брахманов, оставшихся правоверными, кшатриев (воинов), вайшьев (купцов) и шудров (земледельцев).
За заслуги Вардхамана получил имя Махавира («великий герой») и Джина (победитель — в борьбе для достижения достоинства Будды, то есть «познающего»); от последнего имени и произошло название религии джаинов (дженов) — джайнизм. Иногда в священных книгах основателю даётся даже название Будды; называется он ещё Натапутта, Титтхакара («отыскивающий брод»); последний титул у буддистов получил значение лжеучителя. После 29-летней деятельности в качестве учителя и главы общины Джина умер (527 год до н. э.) в Паве, ещё раньше Будды Шакьямуни. Он проповедовал в тех же областях восточной Индии, что и Шакьямуни, и был одним из тех шести современных Будде Шакьямуни великих учителей, глав шести разноверных сект, которых буддисты естественно считали опасными ересиархами.
Уже на 14-м году проповеднической деятельности Джины (ок. 554 год до н. э.) его зять, Джамали, вызвал раскол, а по смерти Джины (527 год до н. э.) последовал вторичный распад общины. Очень рано резко обозначились в джайнизме два толка, которые продолжают враждовать, в некоторых догматах различаются и имеют совершенно разные литературы:
- Дигамбарас — «имеющие воздух своим одеянием», то есть ходящие совсем нагими;
- Шветамбарас — «носящие белые одежды».

У последователей второго толка нагота тела также считается великим подвигом; но в новейшее время эта форма подвижничества всё более и более вытесняется.
Богатая литература джайнизма представляет много замечательного в произведениях как духовного, так и светского содержания. Древнейшие из них, и прежде всего священные книги, так называемые «Анга», из которых 11 сохранились в позднейшей редакции у Шветамбаров, написаны на пракрите; позднее стали употреблять санскрит.

### Различия с буддизмом
Учение Джины (Махавиры) мало чем отличается от учения Будды Шакьямуни; даже терминология у них в общем одинаковая, традиционные жизнеописания основателей обеих религий как бы отлиты по одному типу, и при чтении священных книг джайнизма кажется, что речь в них идёт о буддистах.
Разница между обоими учениями состоит в большей важности, приписываемой джайнизмом самоистязаниям, как пути к искуплению. Буддисты употребляют язык пали, джайнисты — пракрит. По учению буддистов, основателю их религии предшествовали 25 будд, Джина имел 24 предтечи — джинов-тиртханкаров.
И для буддистов, и для джайнов (как и для других религиозно-философских систем Индии) конечной целью учения является освобождение от процесса перерождений, которое на пракрите называется Нирвана (санскр. — «угасание», «обращение в небытие»). Для обеих религий путём к Нирване служат «три сокровища» (Триратна): правая вера, правое познание, правая жизнь. Для мирян существует множество частных предписаний об устройстве жизни, способах питания, отношениях друг к другу и проч. — предписаний, которые в общем опять-таки повторяют правила буддистов.

## Предписания и вероучение

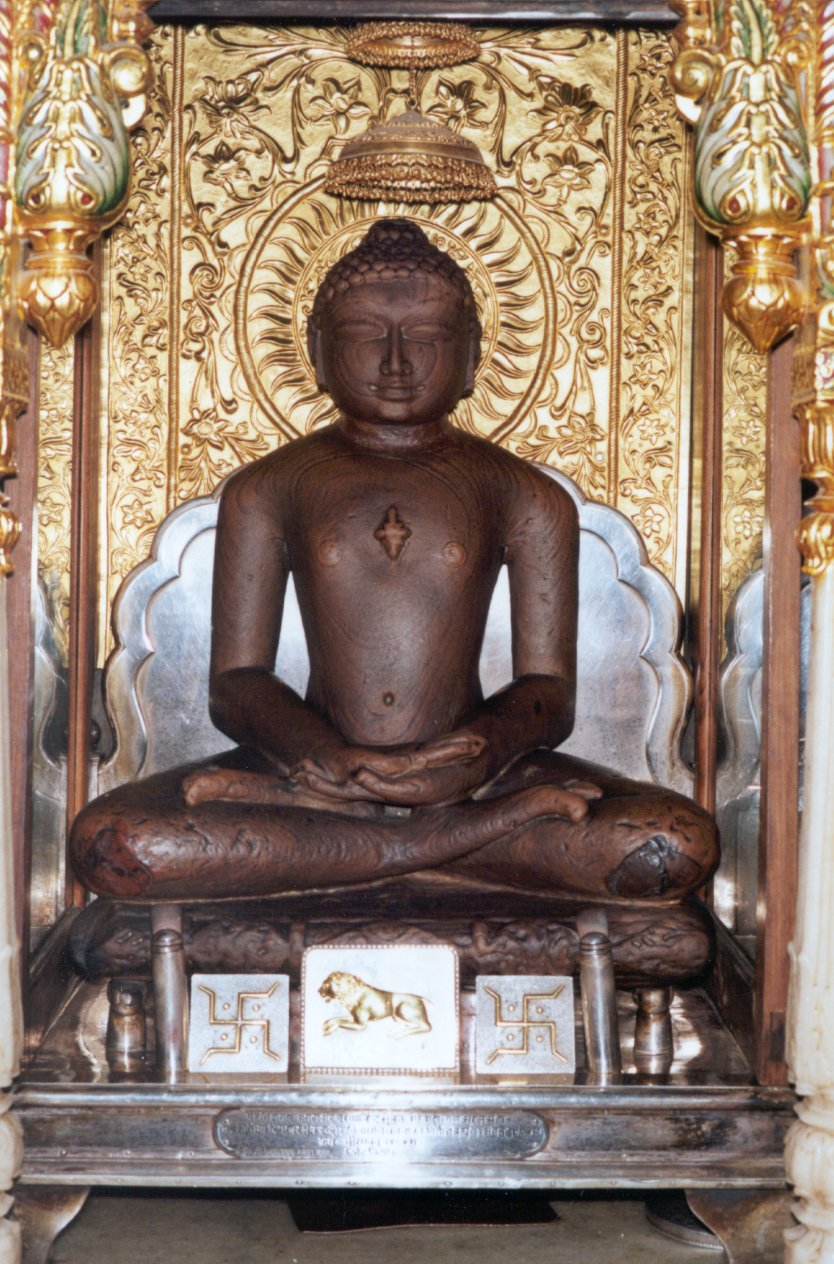
Махавира

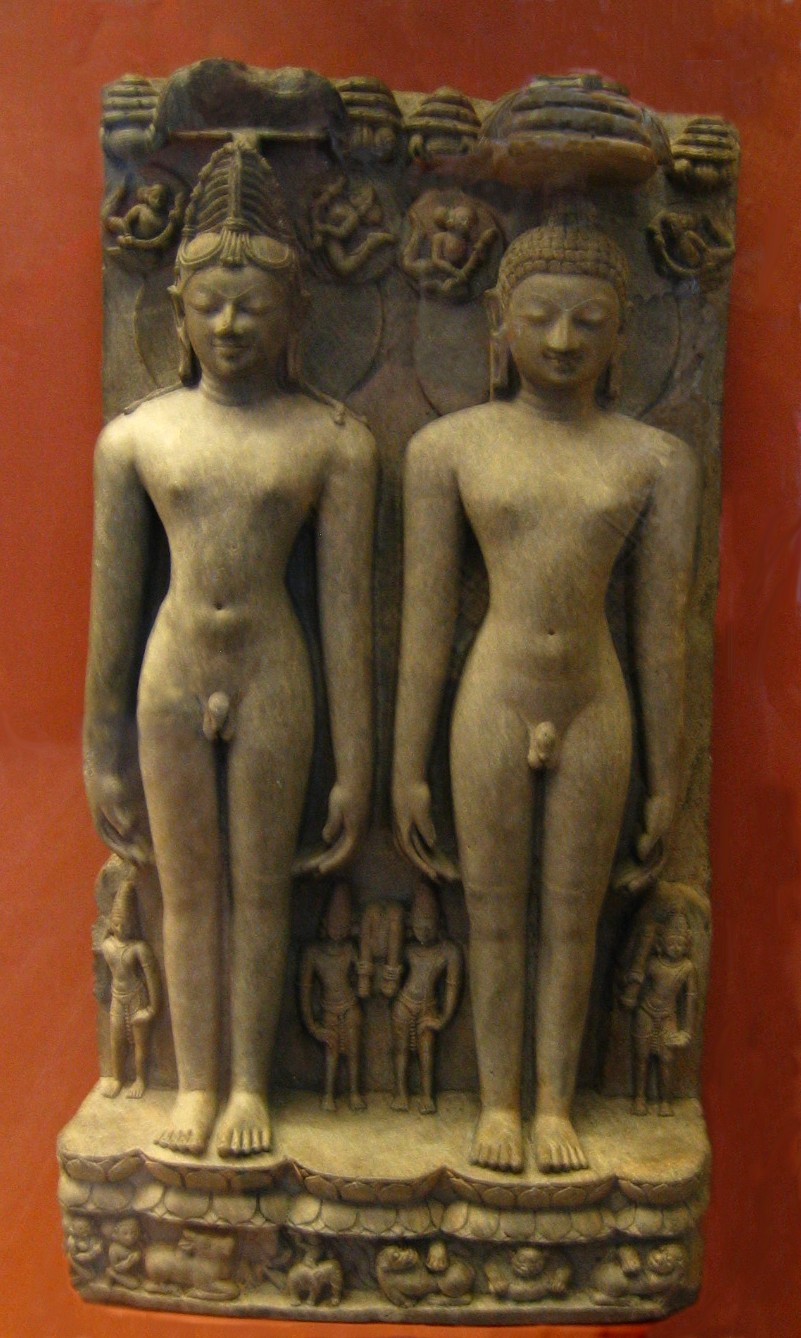
Скульптура, изображающая двух основателей джайнизма: слева — Рушабха, первый из 24 тиртханкаров, герой легенд, чьё существование не было подтверждено историками; справа — Махавира, последний из 24 тиртханкаров, который систематизировал и реформировал религию и философию джайнизма. Положение фигур характерно для джайниского искусства. Их тела идеализированы, почти лишены рельефности, что обусловлено упражнениями йоги, покоем и освобождением от плоти (они находятся в позе кайотсарга)

Джайнизм утверждает, что любое существо (джива, санскр. जीव) является индивидуальной и вечной душой. Когда душа полностью освобождается от сансары (достигает мокши), она может достичь всеведения (божественного сознания). Но для этого необходимо быть аскетом, а не мирянином, поэтому в религиозных установлениях придаётся большое значение аскетизму.
Последователей джайнизма называют джайнами. Высшее звание в джайнизме — джина — «победитель». Этот титул присваивают наиболее почитаемым религиозным учителям, достигшим дхармы и освободившимся от сансары. Практикующие джайны следуют учениям двадцати четырёх особых джин, которые известны как тиртханкары («создатели переправы», «те, кто нашёл и показал путь к спасению»). Традиционно считается, что двадцать четвёртым и последним тиртханкаром был Шри Махавира («великий герой», считающийся основателем современного джайнизма), живший с 599 по 527 год до н. э. Двадцать третьим тиртханкаром был Шри Парсва, живший с 872 по 772 год до н. э. Первым же тиртханкаром был великий царь Ришабха, живший во времена, когда люди ещё не умели писать и считать.
Джайнизм призывает к духовному совершенствованию через развитие мудрости и самоконтроля (врата, санскр. व्रत). Целью джайнизма является открытие истинной природы души человека. Совершенное восприятие (ананта даршан, санскр. अनन्त दर्शन्), совершенное знание (ананта джна, санскр. अनन्त ज्ञ) и совершенное поведение (ананта чаритра, санскр. अनन्त चरित्र), известные как «три драгоценности джайнизма», являются путём к освобождению души человека (к мокше) от сансары (круговорот рождений и смертей). Мокша достигается после освобождения от кармы. Достигших мокши зовут сиддхами (освобождёнными душами), а тех, кто связан с землёй посредством кармы, — сансаринами (мирские души). Каждая душа должна следовать пути, описанному джинами, чтобы достичь безграничной свободы.
Джайнизм утверждает, что Вселенная и дхарма бесконечны, без конца и начала. Однако во Вселенной происходят циклические процессы изменения. Она состоит из живых форм («джива») и неживых («аджива»). Душа сансарина (мирянина) воплощается в различные формы жизни в течение путешествия во времени: человек, «недочеловек» (животные, насекомые, растения и так далее), сверхчеловек (боги и полубоги) и существа ада — четыре макроформы (вида) сансарианской души. Все мирские отношения между одной дживой или адживой и другой основаны на накоплении кармы и сознательных мыслях, словах и действиях в её настоящей форме.
Другая важная характеристика учения джайны — предписание не только последовательности действий, но и норм умственного поведения.
Существует пять основных этических принципов — обетов, которые должны выполнять джайны. Степень того, насколько строго должны выполняться эти обеты, зависит от того, кем является джайн — монахом или мирянином. Это:
- Не причинять вреда живому (ахимса).
- Быть искренним и благочестивым (сатья).
- Не красть (астейя).
- Не прелюбодействовать (брахмачарья).
- Не стяжать (апариграха).

Ахимса, «ненасилие», является основополагающим, его несоблюдение делает бессмысленным выполнение других принципов. Его иногда интерпретируют как «не убий», но это понятие намного шире. Оно означает — не причинять вреда или оскорблений всему живому ни непосредственно, ни косвенно. Нельзя помыслить о нанесении вреда кому бы то ни было, нельзя произносить речей, способных обидеть кого-либо. Также следует уважать взгляды других (неабсолютизм и принятие различных мнений).
Принцип сатья, «правдивости», должен также соблюдаться всеми людьми. Так как главенствующим принципом является ахимса, то если правда может вызвать насилие, то лучше, с этической точки зрения, промолчать. Тируваллувар в своей классической книге «Тируккурал» посвятил целую главу объяснениям понятия «правдивость».
Астейя, в буквальном переводе «некража», означает строгую приверженность своей собственности, подавление желания завладеть чужим, то есть принцип осуждает алчность. Каждый должен довольствоваться тем, что ему удалось приобрести собственным честным трудом. Астейя означает сокращение физических потребностей и стремление к духовным ценностям. Основными рекомендациями при выполнении этого принципа являются следующие:
- Всегда справедливо вознаграждать людей за труд и за результаты.
- Никогда не брать чужих вещей.
- Никогда не брать вещей, которые обронены или забыты другими.
- Никогда не покупать более дешёвые вещи, если цена была уменьшена нечестным способом (финансовые пирамиды, нелегальная торговля, украденные вещи и так далее).

Брахмачарья, «монашеский обет безбрачия», означает полное воздержание от секса, но только монахов. Брахмачарья не осуждает секс вообще, но предостерегает от бесполезной траты сексуальной энергии в погоне за сиюминутным удовольствием.
Апариграха, «нестяжательство», отказ от собственности и материальных ценностей перед принятием монашества. После этого отказа человек понимает, как отделить себя от вещей и собственности, также от дома и семьи, а следовательно, становится ближе к мокше. Для мирян, Апариграха означает избавление от стремления к накоплению, так как само понятие собственности иллюзорно. Однажды принадлежавшее одному, станет вскоре собственностью другого. Апариграха учит не ставить целью жизни накопление материальных благ, а тратить энергию на духовное развитие.

### Основные положения
Душа
- Всё живое, каждая вещь обладают душой[9].
- Каждая душа священна и обладает врождённым бесконечным знанием, восприятием, силой и счастьем (скрытых в её карме)[9]. Поэтому следует относиться ко всему живому как к себе, никому не вредить и нести добро.
- Каждая душа ответственна за свою жизнь в настоящем и будущем.
- Когда душа освобождается от кармы, она становится свободной и приобретает божественное (чистое) сознание, бесконечное знание, восприятие и счастье.
- Совершенное воззрение (правая вера), Совершенное знание (правое познание) и Совершенное поведение (правая жизнь) — «три драгоценности джайнизма»[9] — открывают путь к идеалу.
- Сознание души, а не сознание тела является основой совершенного воззрения, условием совершенного знания и основой совершенного поведения. Оно ведёт к состоянию отрешения от земных вещей, а значит, к непредвзятости, ненасилию, что означает сострадание, прощение в мыслях, словах и действиях в отношении к другим существам, а также к уважению взглядов других (неабсолютизму). Цель джайнизма — освобождение души от негативных эффектов, вызванных неправильными действиями, мыслями и речами. Эта цель может быть достигнута через очищение кармы, если использовать «три драгоценности джайнизма».

Бог
- В джайнизме нет понятия высшего божественного создателя, спасителя или уничтожителя. Вселенная саморегулируется, и каждая душа потенциально может достичь божественного сознания (сиддха) собственными усилиями.

Ритуалы
- Основной молитвой в джайнизме является мантра Навокар. Её можно петь в любое время дня. Практикуя эту мантру, человек показывает своё уважение освободившимся душам, заключённым всё ещё в человеческие формы (арихантам), полностью освободившимся душам (сиддхам), духовным учителям (ачарьям) и всем монахам. Обращаясь к ним, джайны приобретают вдохновение и встают на путь истинного счастья и полной свободы от кармы. В этой главной молитве джайны не просят об одолжениях или материальных благах. Эта мантра служит как простой показатель глубокого уважения к тем, кто более развит духовно. Мантра также напоминает приверженцам джайнизма о конечной цели — нирване и мокше.
- Джайнизм особенно подчёркивает важность контроля чувств, так как привязанность к земному, зависимость от материального мира, боязнь утрат могут удалить человека от настоящей природы его души и завести в тёмный туннель невежества, ненависти и насилия.

## Божества
Основными божествами в джайнизме являются джины, ариханты и тиртханкары, которые побороли внутренние страсти и приобрели божественное (чистое) сознание.
Джайнизм признаёт, что существуют якши и якшини. Якши и якшини относятся к категории божеств, называемой «вьянтара» («блуждающие»), и обладают рядом сверхъестественных сил, включая способность изменять размер и форму. По джайнской легенде, царь богов Индра повелел якшам и якшиням следить за благополучием тиртханкаров: по этой причине они и окружают каждого джину во время его земной жизни. Эта вера нашла своё отражение и в джайнском искусстве: их изображения присутствуют в каждом храме и рядом с любой статуей джины. Они неизменно изображаются в паре: якша (божество мужского пола) — справа от тиртханкары, а якшиня (божество женского рода) — слева. Даже несмотря на то, что они наделены высшими силами, якши и якшини также блуждают в цикле рождений и смертей, как и большинство обыкновенных душ. В ранние века джайнской истории их рассматривали просто как преданных джинов, но с течением времени люди начали поклоняться и им.

### Тиртханкары

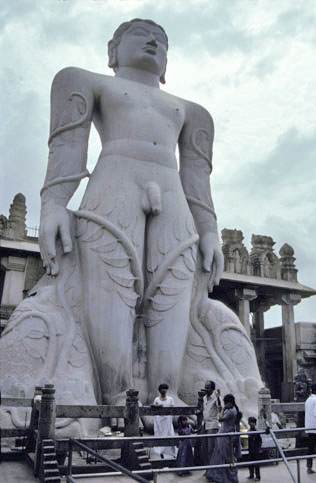
Диганбарская статуя Гоматешвары (ಗೋಮಟೇಶ್ವರ) в Шраванбелаголе, Карнатака, считается одной из самых высоких статуй такого типа в мире.

Джайны верят, что истинное знание (дхарма) угасало и вновь появлялось циклически на протяжении всей истории. Тех, кто вновь открывает дхарму, называют тиртханкарами. Буквально тиртханкара означает «создатель переправы». Джайны, как и буддисты, сравнивают процесс очищения человека с пересечением бурной реки — с испытанием, требующим терпения и осторожности. «Создатели переправы» уже пересекли реку, и поэтому могут направлять других. Их также называют «победителями» (джина), потому что они достигли свободы своими собственными усилиями.
Как и в буддизме, основной целью джайнской дхармы является избавление от негативных влияний кармы через умственное и физическое очищение. Этот процесс, ведущий к свободе, сопровождается приобретением внутреннего мира.
Очистив душу, тиртханкары становятся всезнающими и образцом для подражания. Их причисляют к богам и называют Бхагаванами (например, Бхагаван Ришабха, Бхагаван Паршва и т. д.). Всего существовало 24 тиртханкара в так называемый в джайнизме «наш век». Последние двое тиртханкаров — Паршва и Махавира — являлись реальными историческими персонажами: факты их существования были зафиксированы письменно.
Махавира создал сообщество, состоявшее из четырёх частей («чатуртхи сангха»): монахов, монахинь, мужчин и женщин мирян.
24 тиртханкары в хронологическом порядке:
Ришабха (Адинатха), Аджита, Самбхава, Абхинандана, Сумати, Падмапрабха, Супаршва, Чандрапрабху, Пушпаданта (Сувидхи), Шитала, Шреямса, Васупуджья, Вимала, Ананта, Дхарма, Шанти, Кунтху, Ара, Мали, Мунисуврата, Нами, Неми (Ариштанеми), Паршва, Махавира (Вардхамана).
В соответствии со священным джайнским писанием, Бахубали (Гоматешвара) был вторым из двухсот сыновей первого тиртханкары Бхагавана Ришабха. Статуя Бахубали находится в Шраванабелаголе в области Хасан штата Карнатака. Шраванабелаголе является священным местом для джайнских пилигримов. Статуя из монолита белого мрамора расположена на крутом высоком холме и высечена из единого камня высотой 18 и шириной 12 метров и весит более тысячи тонн, являясь крупнейшей монолитной статуей в мире. Ни методы производства, ни метод перемещения гигантской статуи на вершину неизвестны. Гигантский монумент был возведён в 981 году н. э. по приказанию министра и полководца Чамундарая при династии Гангаидов. Раз в несколько лет в ходе религиозного обряда статуя целиком поливается последовательно молоком, маслом и другими веществами и растворами со специальных мостков, временно устанавливаемых сверху. При этом считается, что трещины и дефекты на камне исчезают и зарастают, что похоже на процедуры протирания статуй оливковым маслом, существовавшие в Древней Греции и Риме.

## Практика джайнизма
Этические нормы джайнизма велят своим последователям быть правдивыми, честными, воздержанными в делах, словах и помыслах, стремиться к полному отречению от земных интересов и, прежде всего, строго соблюдать ахимса — ненанесение вреда живым существам.
Махавира требовал от своих учеников соблюдение трёх принципов (трёх сокровищ — триратна): первый — вера в Вардхаману-Махавиру, второй — проникновение в суть учения. Третий принцип — правильное поведение — послужил ещё на ранних этапах возникновения джайнизма разделению последователей на мирян и монахов. Мирянам предписывается соблюдать лишь нормы морали. Монахи же стремились к идеалу сурового аскетизма, причём аскетизм в джайнизме один из самых резких и принципиальных из всех религий Индии. Джайнский монах не должен подолгу жить на одном месте. Монах должен бродить по стране в простой одежде (у шветамбаров) или совсем обнажённый (по дигамбарскому обряду). Монахам запрещалось носить волосы, причём их нужно не просто выбривать, а вырывать с корнем.
Величайший грех для джайна — химса — причинение вреда живым существам. Ортодоксальный джайн процеживает питьевую воду, чтобы там случайно не оказались живые существа, специальной метёлкой подметает себе дорогу, дабы не раздавить муравья или червяка. Джайну строго запрещается передвигаться или что-то делать ночью, ведь в темноте можно неконтролируемо нанести вред живому существу. Такая крайне аскетичная практика была одной из причин слабого распространения этой религии в первые века её существования.

## Расколы в джайнизме

### Джайнизм и адживика
Религиозно-философская школа адживиков была близка, а возможно и тождественна с ранними джайнами. Особую близость имеют адживики и дигамбары. В средние века, исчезающие адживики стали присоединяться к дигамбарам. Традиция называет основателя адживики Маккхали Госалу бывшим учеником (хотя и старшим по возрасту) Джины Махавиры. Госала откололся от джайнов и создал свою школу, которая просуществовала многие века. Если и имел место «раскол», то он произошёл ещё при жизни Махавиры, поскольку Госала умер за 16,5 лет до нирваны Джины. Адживики придерживались противоположной точки зрения, считая, что это джайны откололись от них.

### Ранние расколы
Ещё до разделения джайнов на шветамбаров и дигамбаров внутри джайнизма возникло семь «ересей» (nihnava). эти расколы нельзя считать достоверно историческими, скорее они отражают становление шветабарского канона с отбрасыванием других взглядов, имевших место в среде бродящих аскетов. Исключение составляет раскол Рохагупты, который, по мнению джайнов, привёл к созданию вайшешики.
О их существовании известно из Стхананга-сутра, а также комментариев Немичандры на Уттарадхьяяна-сутру, Аупапатику, Авашьяка-ньрьюкти.
1. Джамали (Jamāli)[23] создал раскол бахураявада (санскр. बहुरायवाद, IAST: bahurayavāda). Приходился соплеменником Махавире и по шветамбарской версии стал его зятем, женившись на дочери Махавиры[24]. Его матерью была Сударшана, сестра Махавиры, он жил в селении Кшатриякунда в Бихаре. Услышав джайнскую проповедь, он решил стать монахом и ушёл из дому, с разрешения семьи. На 14-м году после достижения Махавирой всеведения, он отправился в селение Саваттхи с 500 монахами, где заболел. Пока монахи готовили для него постель, он, мучаясь от резкой боли, усомнился в положении Джины: «начатое — завершено, делаемое — сделано». Выздоровев, Джамали выдвинул контртезис: «начатое — не завершено». Джамали объявил себя всезнающим (кевалин), но не смог ответить на вопросы, которые ему задал Джина Махавира. Впоследствии мирянин Дханка поджёг покрывало жены Джамали (она стала его последовательницей), когда она по джайнскому обычаю принимала пищу, укрывшись покрывалом от посторонних взглядов. Сказав, что покрывало нельзя назвать горящим, пока оно не сгорело полностью, он убедил её вернуться в общину Джины, за ней последовали многие монахи, но сам Джамали умер в расколе.
2. Раскол Тишьягупты, называемый jivapaesiyavāda. Размышляя о делимости души (джива) в диспуте с наставником Васу, монах Тишьягупта пришёл к выводу, что только последняя, завершающая часть целого несёт свойство (целого). Этот раскол так же случился при жизни Махавиры. Впоследствии джайн Шримантра поднёс в виде милостыни Тишьягупте только одно зёрнышко, указав тем самым, что только последняя часть подаяния несёт свойство подаяния. Тишьягупта раскаялся и вернулся к Махавире.
3. Раскол Ашадхи (avvattagavāda) случился спустя 214 лет после нирваны Джины. Во время проповеди наставник Ашадха-бхути превратился в бога и потом обратно в человека. Его ученики решили, что почтения заслуживают только боги, сокрытые в телах джайнских аскетов. Таким образом, они перестали почитать обычных монахов. Царь Балабхадра[25] в Раджагирхи приказал схватить раскольников и наказать как воров. На их протесты, что они не воры, а джайны, он заявил, что не уверен в том, что не скрываются ли воры в их телах, и насчёт себя не уверен, не одержим ли он каким-либо богом. Монахи решили прекратить раскол.
4. Раскол Ашвамитры под названием samuccheiyavāda. Случился спустя 220 лет после нирваны Джины на соборе в Матхуре. Ашвамитра пришёл к выводу, что одни вещи исчезают, а другие возникают, а стало быть карма не переходит из жизни в жизнь. Один джайн-мирянин схватил Ашвамитру и на его протесты ответил, что Ашвамитра уже перестал быть монахом, а схвативший его мирянином. Ашвамитра и часть его последователей вернулись в общину, а другая часть осталась в расколе.
5. Раскол Ганги, называемый dokiriyāvāda. Однажды Ганга вошёл в реку и ощутил, что сверху вода тёплая, а глубже холодная, тогда он отбросил джайнский тезис о невозможности присутствия в опыте одновременно двух противоположных вещей. Со временем Ганга и его последователи вернулись к джайнам, хотя в текстах не сказано благодаря чему именно.
6. Чхалуя Рохагупта, спустя 544 года после нирваны Джины, организовал свою общину в Антараньджиа. Его доктрина называлась nojīvavāda или terāsiya, поскольку он ввёл категорию nojiva наряду с «душой» и «не-душой», что принято джайнами. Кальпа-сутра называет его основателем вайшешики и реальным прототипом Улука-Канады. Он, якобы, одержал победу в диспуте над противниками Джайнов, но использовал неортодоксальные аргументы. Возгордившись, он отошёл от джайнизма и создал своё «троичное учение».
7. Раскол Гоштхамхилы, под названием abaddhiyavāda. Его учение заключалось в том, что кармическая материя не связывает дживу, как учат джайны, а лишь соприкасается с ней, таким образом возможно освобождение. Объяснение учителя Дурбалика о том, что джива связана с кармой, как молоко и вода, Гоштхамхила воспринял, как если бы речь шла о соприкосновении человека и одежды. Он оставил джайнскую общину и создал свою, где ввёл несколько иные правила.

### Раскол надигамбаровишветамбаров
Самым тяжёлым потрясением в истории джайнизма стал раскол на дигамбаров и шветамбаров, который существует до сих пор. Джайны связывают это событие с деятельностью «шрутакевалина» (знатока предания) Бхадрабаху. Дальнейшие события излагаются по-разному в разных источниках.
До раскола общину джайнов возглавляли (имеются в виду не административные полномочия, а религиозный авторитет) шрутокевалины (знающие Шрути), то есть монахи-джайны наизусть знающие все учения Махавиры. Список шрутокевалиов различен у дигамбаров и шветамбаров:
| Порядок после Махавиры | Дигамбарская версия | Шветамбарская версия |
| ---------------------- | ------------------- | -------------------- |
| Первый                 | Джамбусвамин        | Джамбусвамин         |
| Второй                 | Вишну               | Прабхава             |
| Третий                 | Нандимитра          | Шаямбхава            |
| Четвёртый              | Апараджита          | Яшобхадра            |
| Пятый                  | Говардхана          | Самбхутивиджая       |
| Шестой                 | Бхадрабаху          | Бхадрабаху           |
| Седьмой                | не признан          | Стхулабхадра         |

В царствование, около 310—309 года до н. э. Чандрагупта Маурья в Северной Индии *(прежде всего Магадха) случился сильный голод. Бхадрабаху, который предвидел это событие, благодаря толкованию снов Чандрагупты, решил увести джайнов на юг. Половина общины — 12 000 монахов последовали за Бхадрабаху в Карнатаку. По другой версии Бхадрабаху умер в Удджайне, а монахи разделились: Вишакхчарья увёл на юг одних, а Рамилла, Стхулавриддха, Бхадрачарья увели других в Синд.
Многие монахи не могли отправиться на юг и остались в Магадхе под руководством Стхулабхадры. Позже они созвали собор в Паталипутре, где утвердили 11 анг (книг) священного канона и ввели обычай носить белые одежды — шветамбары. При этом в II—XIV веке существовала школа «япания» (yāpaniya), которые признавали канон, но не одежду. Когда монахи джайны вернулись с юга, они не стали признавать решения Паталипутрского собора и отказались считать книги аутентичными, так как, по их мнению, настоящие слова Махавиры были утрачены — дигамбары. Дигамбары считают, что раскол произошёл в 79—80 году н. э.
По какой причине шветамбары стали носить белые одежды, в разных источниках рассказывается по-разному. Дигамбары рассказывают, что отощавший от голода монах-джайн напугал мирянку и у неё случился выкидыш. Тогда миряне убедили монахов носить белые одежды. После окончания голода джайны должны были снять одежды, но многие отказались. В царстве Валлабхи царь Ваправада, который сам не был джайном, увидел укрытых одним куском ткани монахов, которых привела во дворец царица для раздачи подаяния и стал насмехаться над ними. Царь сказал, что нагие аскеты ходят голыми, а миряне носят две одежды, такие джайны, прикрывшись одним куском, не похожи ни на монахов, ни на мирян. Джайны решили принять двойные одежды мирян и стали назваться Камбала-тиртха или «носящие покрывала». В третьем варианте легенды, во время голода лидеры джайнов встретились в Удджайне и решили, что монахи могут носить лохмотья, когда странствуют в поисках подаяния. Часть монахов решила сменить лохмотья на белые одежды, потому что так они могли свободно приходить за подаянием во дворец: голыми они пугали обитательниц, а в лохмотьях их не мог почтить раджа, который считал такую одежду немонашеской и немирянской.

## Религиозное наследие
Ядром литературы джайнизма является канон шветамбаров (санскр. श्वेताम्बर, IAST: śvetāmbara — «облачённые в белые одежды»), одного из направлений джайнизма, составленный в конце IV века до н. э. и приобретший окончательную форму в X — XI веках.
Более ортодоксальные дигамбары (санскр. दिगम्बर, IAST: digambara, букв. «одетые в воздух») признают аутентичными только древнейшие части этого канона. Среди неканонической литературы наибольшее значение имеют сочинения первого систематизатора джайнизма Умашвати (IV—V века), в частности его «Татгвартхадхигама-сутра», Сиддхасены Дивакара (VI век), Гамачандры (XI—XII века) и особенно знаменитое изложение учения джайнизма «Йогашастра».
Тамильские джайны почитают как священную книгу Тируваллувара «Тируккурал», однако религиозная принадлежность автора книги остаётся предметом споров — в равной мере его почитают тамилы-индуисты.

## Жизнь в миру
Поскольку не только монахи, но и джайны-миряне не могут заниматься рыбной ловлей, охотой, скотоводством и земледелием (ведь при обрабатывании земли могут погибнуть живые существа), наиболее распространёнными занятиями для них являются торговля, ювелирное дело и ростовщичество. Их община в Индии немногочисленна (около 0,5 %), однако играет значительную роль в политической, экономической и культурной жизни.

## Храмы

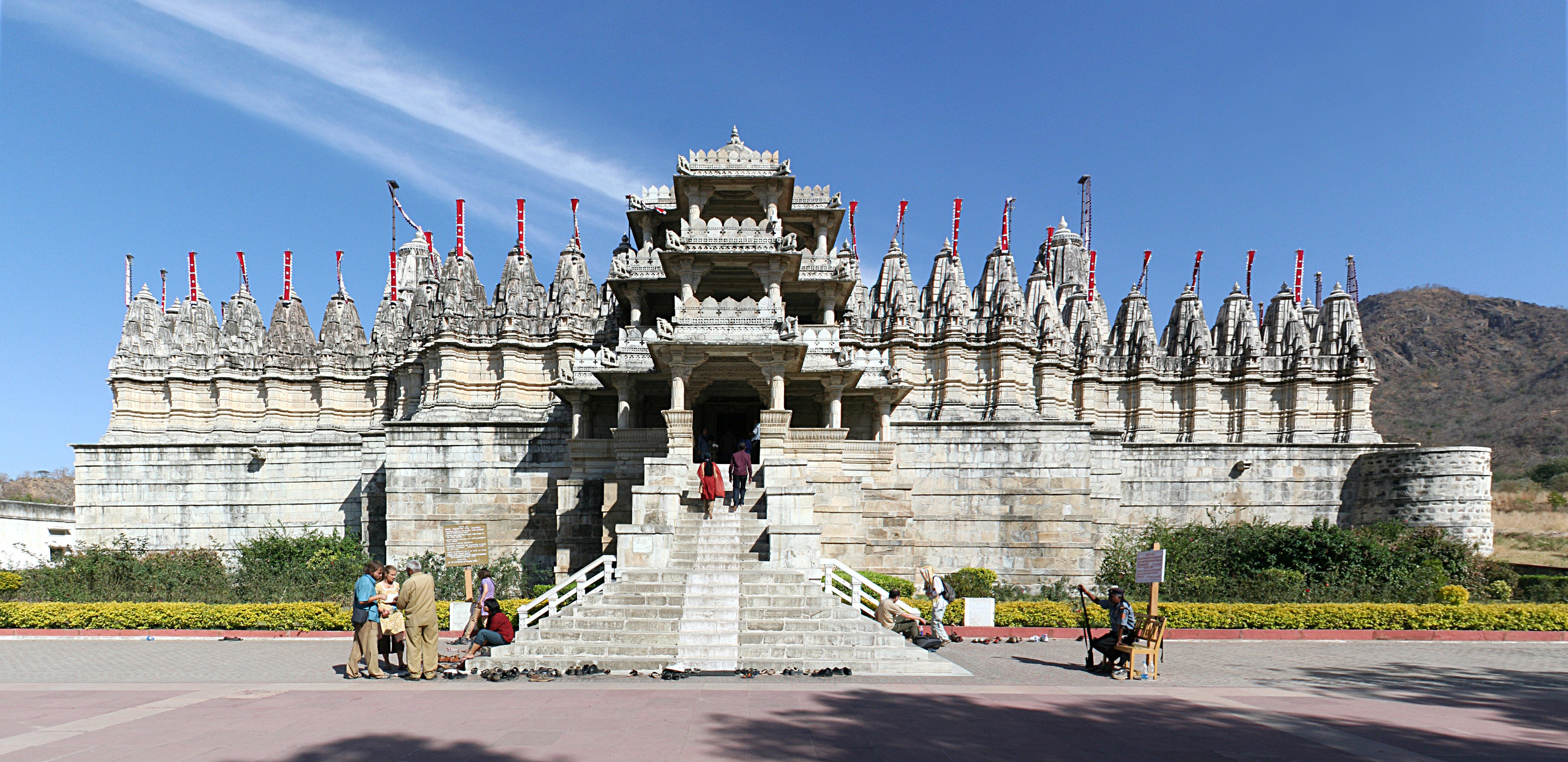